# The Father (2020)
The Father ist ein Filmdrama von Florian Zeller, eine Adaption seines eigenen Theaterstücks, das im Januar 2020 beim Sundance Film Festival Premiere feierte und am 26. August 2021 in die deutschen Kinos kam. Die Hauptrollen der Vater-Tochter-Geschichte wurden mit Anthony Hopkins und Olivia Colman besetzt. Im Rahmen der Oscarverleihung 2021 erhielt der Film in sechs Kategorien eine Nominierung, wobei Zeller und Christopher Hampton für das beste adaptierte Drehbuch und Hopkins als bester Hauptdarsteller ausgezeichnet wurden.

## Handlung
Anne hat sich jahrelang um ihren alten Vater Anthony gekümmert, doch das Fortschreiten seiner Demenz bringt sie zunehmend an die Grenzen ihrer Belastbarkeit, während Anthony verzweifelt versucht, die Kontrolle über sein Leben zu behalten. Die einzelnen, teils scheinbar unzusammenhängenden Handlungsstränge entspringen weitgehend der Wahrnehmung und Perspektive von Anthony.
Anne besucht Anthony in seiner Londoner Wohnung, nachdem er ausfällig gegenüber seiner Pflegekraft geworden ist. Er behauptet, die Pflegerin habe seine Armbanduhr gestohlen. Anne findet die Uhr und erzählt ihm, dass sie nach Paris ziehen werde, um dort mit dem Mann zusammenzuleben, den sie liebe. Das verwirrt Anthony, denn er kann sich nicht erinnern, dass es nach dem Scheitern ihrer Ehe mit James einen Mann in ihrem Leben gegeben habe. Anne sagt ihm, dass er in ein Pflegeheim ziehen müsse, wenn er keine Betreuerin in seiner Wohnung dulde. Anthony beharrt darauf, dass er alleine sehr gut zurechtkomme, und stellt klar, dass er nie aus seiner Wohnung ausziehen werde. Gleichzeitig ist er deprimiert und fühlt sich von seiner Tochter verlassen.
Am Morgen sieht Anthony einen ihm unbekannten Mann, Paul, in seiner Wohnung und ist empört über sein Eindringen. Paul stellt klar, dass dies das Zuhause von ihm und Anne ist und dass Anthony hier bereits seit längerer Zeit mit den beiden lebt. Als Anne vom Einkaufen zurückkehrt, erkennt Anthony sie nicht, was ihn erneut in große Unsicherheit stürzt. Für den folgenden Tag organisiert Anne einen ersten Termin mit einer neuen Pflegekraft, Laura. Bei dem Treffen ist Anthony zunächst sehr charmant, er erzählt der attraktiven jungen Frau, er sei früher Tänzer gewesen. Laura erinnere ihn an seine andere Tochter Lucy, die er nun schon lange nicht mehr gesehen habe. Dann jedoch wird er laut und unhöflich und wiederholt, dass er keine Hilfe nötig habe.
Anne begleitet Anthony zu einer ärztlichen Untersuchung, wo er bekräftigt, er habe keine Probleme mit seinem Gedächtnis und, durch eine Frage in die Ecke gedrängt, umgekehrt seiner Tochter unterstellt, sie sei so vergesslich, dass sie es sei, die ärztliche Hilfe brauche. Später schwärmt er gegenüber Laura von Lucy, die Künstlerin sei und die er immer schon lieber gehabt habe als Anne. Laura äußert ihr Bedauern über Lucys Unfall, merkt jedoch sogleich, dass Anthony sich an diese Katastrophe nicht erinnern kann.
Im Verlauf der Filmhandlung wird deutlich, dass Anthony in Wirklichkeit seit Jahren in Annes und Pauls Wohnung lebt, diese aber für seine eigene hält. Eines Tages streiten sich Anne und Paul darüber, dass sie aufgrund Anthonys aggressiven Verhaltens gegenüber der Pflegekraft einen geplanten Italienurlaub kurzfristig absagen mussten. Auch die sonstigen Einschränkungen kommen zur Sprache, die Anne für die Betreuung ihres Vaters bisher hinzunehmen bereit war, die Paul jedoch mittlerweile nicht mehr mittragen will. Entnervt geht er zu Anthony, fragt ihn, wie lange er den beiden noch „auf den Sack“ zu gehen gedenke, und ohrfeigt ihn mehrfach.
Eines Nachts wacht Anthony auf und hört eine Kinderstimme. Er verlässt die Wohnung und findet sich im Korridor eines Krankenhauses wieder. Jetzt erinnert er sich an Lucy, wie sie mit blutigem Gesicht im Krankenbett liegt. Er wacht in seinem Zimmer im Pflegeheim auf, kann aber nicht einordnen, wo er sich befindet. Die Altenpflegerin kommt herein und versucht ihn daran zu erinnern, dass Anne mit Paul bereits vor einigen Monaten nach Paris gezogen ist und gelegentlich an den Wochenenden zu Besuch kommt. Ein Pfleger, Bill, betritt ebenfalls das Zimmer, scheint für Anthony aber Paul zu sein. Unfähig, diesen Wahrnehmungsfragmenten einen sinnvollen Zusammenhang zu geben, bricht Anthony zusammen, weint und ruft nach seiner Mutter. Verzweifelt klagt er, er „verliere seine Blätter, die Äste, den Wind und den Regen“. Die Pflegerin Catherine tröstet ihn und verspricht ihm, später mit ihm in den Park zu gehen.

## Produktion

### Vorlage, Stab und Besetzung
Regie führte der französische Autor Florian Zeller, der gemeinsam mit Christopher Hampton auch das Drehbuch schrieb. Es handelt sich um Zellers Regiedebüt bei einem Spielfilm.

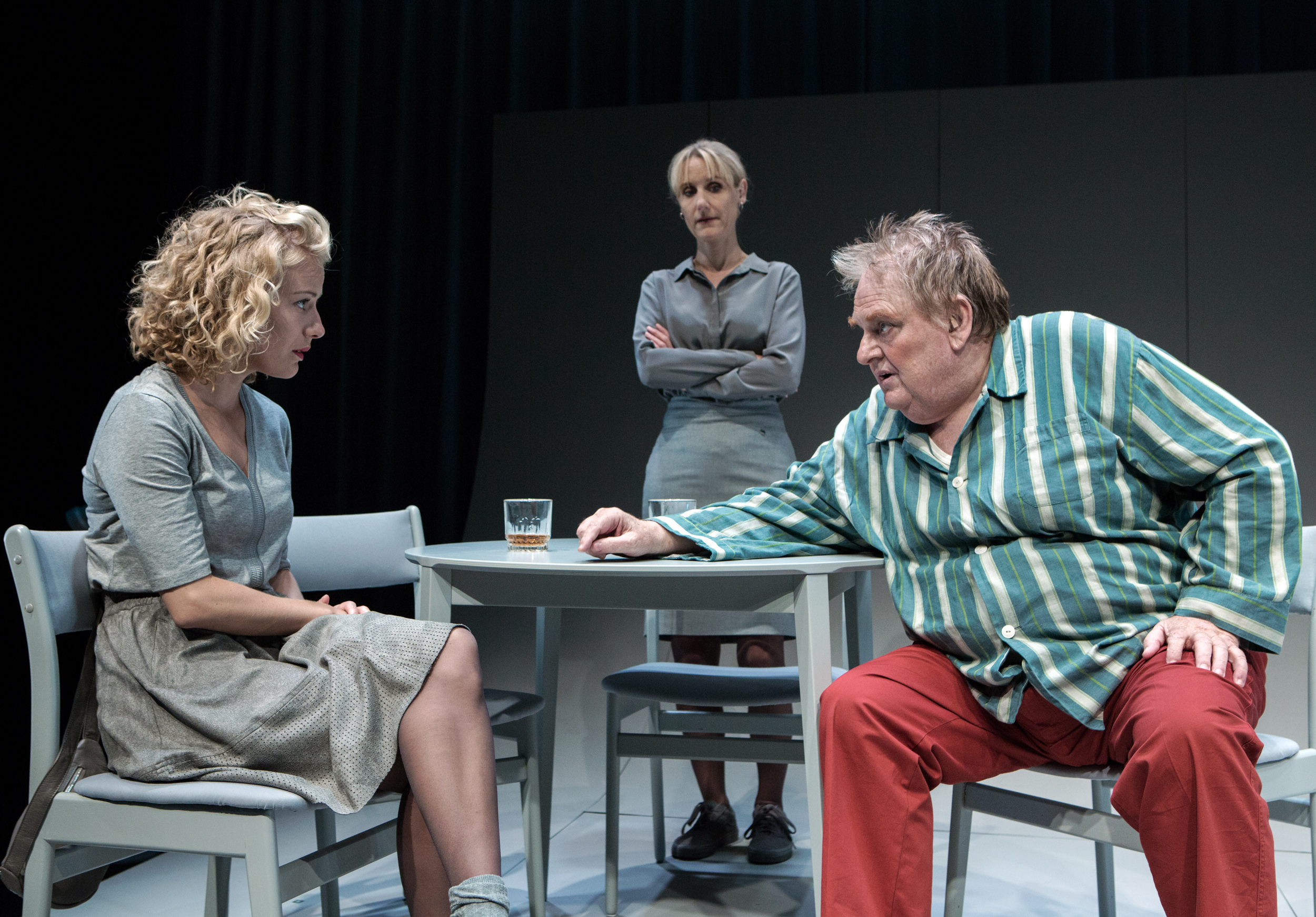
Eine Aufführung von Le père am Kopenhagener Volkstheater

Die von Zeller erdachte Geschichte Le père wurde von Philippe Le Guay 2015 bereits unter dem Titel Floride mit Jean Rochefort und Sandrine Kiberlain in den Hauptrollen verfilmt. Das Stück wurde 2012 in Frankreich uraufgeführt. Zwei Jahre später wurde Zeller mit dem Molière für das beste Theaterstück ausgezeichnet. Später erfolgten Aufführungen in Großbritannien und in New York, wo Frank Langella für seine Hauptrolle mehrfach ausgezeichnet wurde. Hampton schrieb diese englische Adaption.
Zeller hatte das Stück zu einem Zeitpunkt in seinem Leben geschrieben, als er in seiner Familie selbst mit Demenz konfrontiert war. Er hatte bereits als Jugendlicher bei seiner Großmutter miterlebt, was Erkrankte und deren Angehörige durchmachen: „Ich war mir allerdings unsicher, ob sich ein Theaterpublikum einer solchen Erfahrung aussetzen möchte.“ Die Reaktionen seien immer sehr ähnlich gewesen, wenn Menschen nach der Vorstellung auf sie zukamen und ihre eigenen Geschichten teilten: „Das Stück hatte offensichtlich etwas Kathartisches, weil sich viele darin wiedererkannten.“ Er habe sich entschieden, es als Spielfilm zu adaptieren, weil er durch die Bildsprache den Figuren noch näherkommen konnte.
Die Oscar-Preisträgerin Olivia Colman übernahm die Rolle von Anne, Oscar-Preisträger Anthony Hopkins spielt ihren demenzkranken Vater Anthony. Imogen Poots übernahm die Rolle seiner neuen Betreuerin Laura.
Die Dreharbeiten fanden in den West London Film Studios, Außenaufnahmen vor der Kulisse der Blythe Road im Londoner Stadtteil West Kensington statt. Als Kameramann fungierte Ben Smithard.

### Veröffentlichung und verwendete Musik
Eine erste Vorstellung des Films erfolgte am 27. Januar 2020 beim Sundance Film Festival. Im Vorfeld sicherte sich Sony Classics die Rechte am Film. Am 14. September 2020 wurde der Film auf dem Toronto International Film Festival gezeigt und befand sich auch in einer Auswahl von Filmen, die beim Telluride Film Festival gezeigt werden sollten. Ende September 2020 wurde er beim San Sebastian International Film Festival vorgestellt, Ende September, Anfang Oktober 2020 beim virtuellen Calgary International Film Festival und hiernach beim Mill Valley Film Festival. Der Film kam am 26. Februar in ausgewählte US-Kinos und sollte dort am 11. Juni 2021 landesweit anlaufen. Der Kinostart in Deutschland erfolgte am 26. August 2021.
Die im Film verwendete Musik stammt von Ludovico Einaudi. Am 23. April 2021 veröffentlichte Decca Classics den Soundtrack im Extended Play. Einige der verwendeten Musikstücke von Einaudi wurden zudem am 4. Juni 2021 auf dem Doppelalbum Cinema veröffentlicht.
Wiederholt ist im Film die Arie des Nadir Je crois entendre encore aus Georges Bizets Oper Die Perlenfischer zu hören.

### Synchronisation
Die deutsche Synchronisation entstand nach einem Dialogbuch von Michael Schlimgen und der Dialogregie von Susanna Bonaséwicz im Auftrag der Splendid Synchron GmbH, Berlin.
| Rolle            | Schauspieler    | Synchronsprecher   |
| ---------------- | --------------- | ------------------ |
| Anthony          | Anthony Hopkins | Joachim Kerzel     |
| Anne             | Olivia Colman   | Christin Marquitan |
| Mann/Bill        | Mark Gatiss     | Thomas Nero Wolff  |
| Laura            | Imogen Poots    | Lina Rabea Mohr    |
| Paul             | Rufus Sewell    | Viktor Neumann     |
| Frau/Catherine   | Olivia Williams | Sabine Falkenberg  |
| Ärztin Dr. Sarai | Ayesha Dharker  | Nurcan Özdemir     |

## Rezeption

### Kritiken und Einspielergebnis
Der Film konnte bislang 98 Prozent aller bei Rotten Tomatoes aufgeführten Kritiker überzeugen und erhielt hierbei eine Bewertung von durchschnittlich 8,7 der möglichen 10 Punkte. Auf Metacritic erhielt er einen Metascore von 88 von 100 möglichen Punkten.

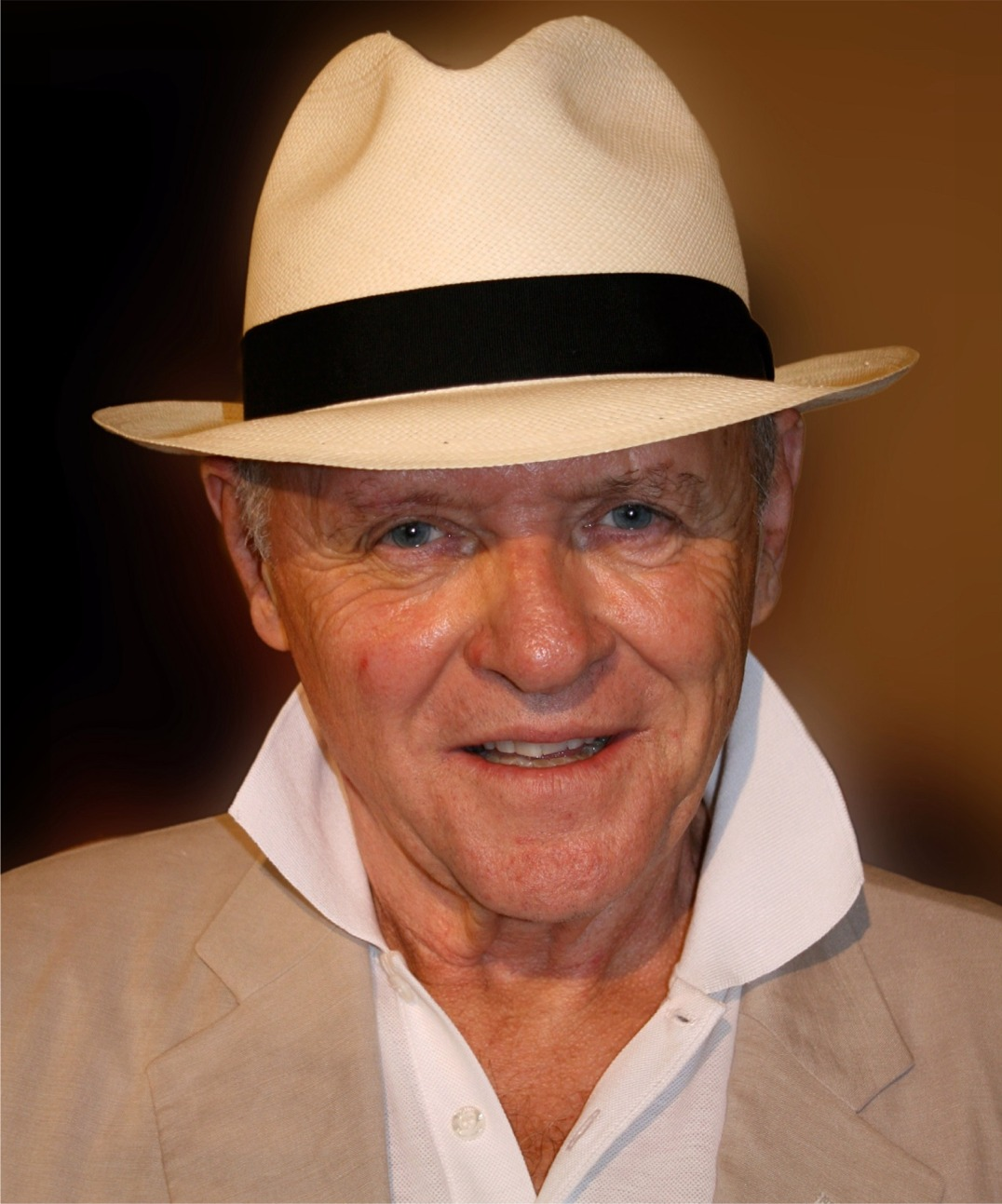
Anthony Hopkins spielt in der Titelrolle den Vater Anthony

Owen Gleiberman von Variety schreibt, als Zuschauer könne man nicht genau sagen, welches Szenario real ist und welches Anthony halluziniert, was der geniale Schachzug des Films sei. In The Father verwandele Florian Zeller eine stabil wirkende Realität vor unseren Augen in Treibsand, wie bei einer Fata Morgana und Trugbildern. Zur Orientierung hierzwischen liefere der Film kleine Hinweise, nur um dem Publikum jedes Mal aufs Neue den Teppich unter den Füßen wegzuziehen, ohne dass man sich sicher sein kann, ob man sich nun auf dem Boden der Tatsachen befindet. So bewirke The Father etwas, was nur wenige Filme über geistige Behinderung im Alter in einem solchen Umfang hervorgebracht hätten, so Gleiberman, denn der Film versetze den Zuschauer in den Verstand von jemandem, der seinen Verstand verliert, wodurch er scheine, als würde man King Lear in die Twilight Zone verfrachten.
Benjamin Lee vom Guardian schreibt, für Anthony sei das Leben zu einem Ort immer desorientierterer Verwirrung geworden, und in meisterhafter Manier erzähle Zeller die Geschichte aus seinen Augen, während sich Figuren und Schauplätze verändern und wir so durcheinander werden wie er. Was wie ein Filmdrama beginne, lasse Anthony so zur Figur in einem Trippy-Thriller werden, der von einem realen Drama erzählt. Der Zuschauer frage sich ständig, wenn Änderungen in seiner Wohnung vorgenommen werden, so wenn diese von einem auf den anderen Moment neu möbliert ist, was die wahre Wahrheit sein könnte. Dies beschreibt Lee als ein geniales Mittel, den schrecklichen Geisteszustand von Menschen mit Demenz zu vermitteln. Anthony Hopkins in der Hauptrolle spiele die gesamte Bandbreite von Emotionen, von Empörung bis hin zu Wutausbrüchen, und fühle sich niemals wie ein konstruierter Charakter an, womit sich der Schauspieler als ein früher Spitzenreiter für das Oscar-Rennen 2021 qualifiziere.
Todd McCarthy von The Hollywood Reporter spricht von einem herausragenden Regiedebüt des französischen Autors und meint, The Father sei der beste Film über das Altern seit Amour vor acht Jahren und werfe nicht nur einen aufschlussreichen und differenzierten Blick auf die Demenz, sondern zeige auch, was diese für Menschen in unmittelbarer Nähe der Betroffenen bedeutet. Viele Filme hätten versucht, alternative Geisteszustände durch viele verschiedene Mittel zu vermitteln, so durch eine wirbelnde und verzerrte Kameraführung, psychedelische Spezialeffekte oder wilde Montagen, doch wurde ein solcher Gedächtnisverlust wahrscheinlich nie so tiefgreifend vermittelt wie in The Father, so McCarthy.
Auch Patrick Seyboth von epd Film schreibt, als Zuschauer merke man, wie man selbst ins Schwimmen gerät, während Anthony darum kämpft, den Überblick zu behalten. Aus dessen Perspektive erzählt, übertrage sich die Verunsicherung auf den Betrachter und mache The Father zu einer sehr ungewöhnlichen Art von »Mindfuck«-Film. Es sei eine höchst effiziente Strategie, mit der Zeller uns manipuliert. Anthony erscheine die eigene Sicht logisch und kohärent, und weil der Film sich diese subjektive Sicht zu eigen macht, werde sein schwieriges Verhalten emotional nachvollziehbar, seine Ungeduld, sein krampfhaftes Beharren auf den Dingen, die ihm noch ein wenig Halt geben, schließlich auch seine Verzweiflung. Auch die Auswirkungen einer Demenzerkrankung auf das Umfeld, die Nöte der Angehörigen, hier allen voran Annes Frustration und Trauer wie auch ihre Tapferkeit, vergesse der Film nicht, und so sei Zeller ein unbarmherzig ehrlicher Film ohne Raum für Sentimentalität gelungen.

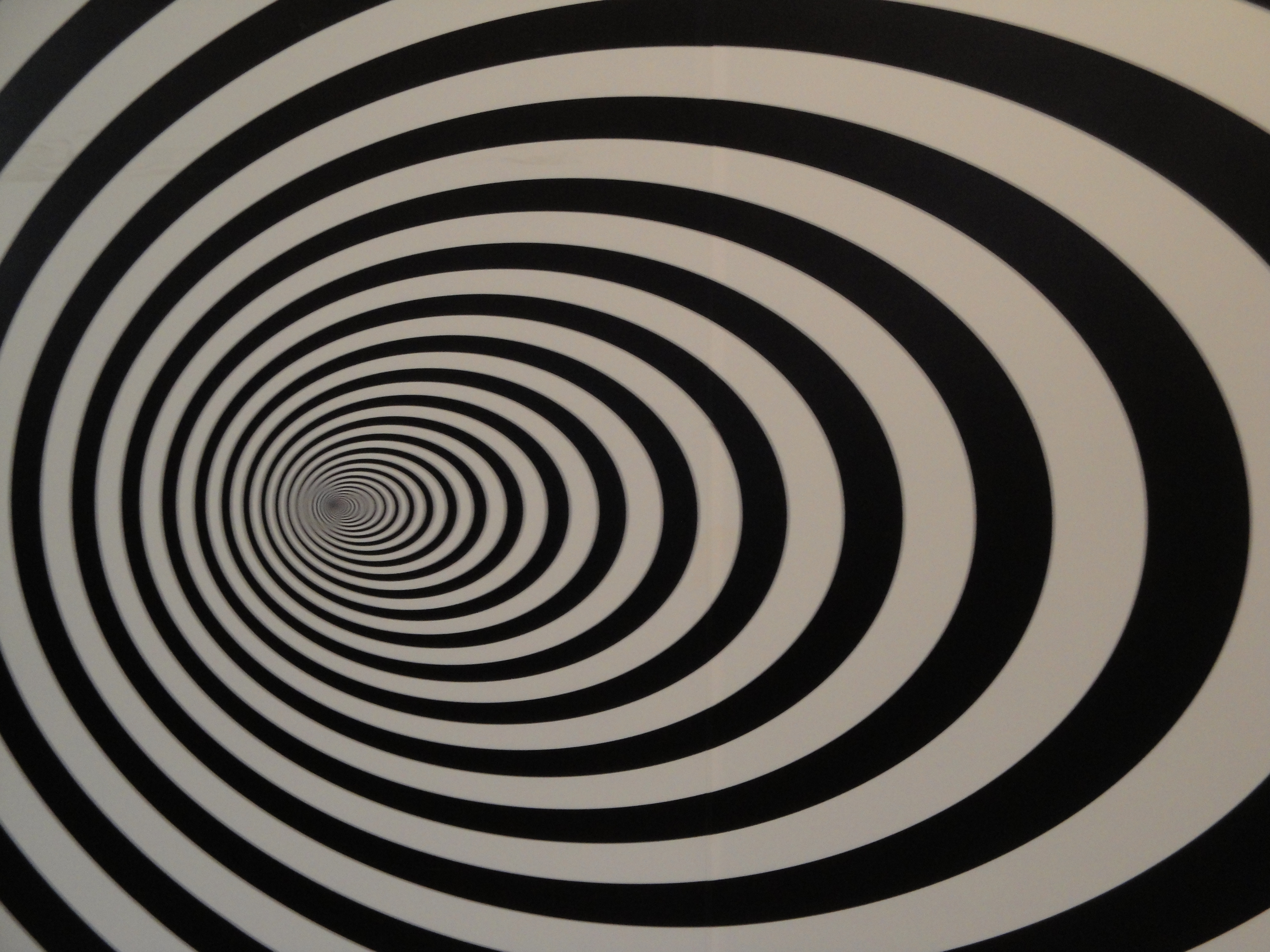
Der Film wirke wie ein Werk von M. C. Escher, so mancher Kritiker

Thomas Schultze von Blickpunkt:Film schreibt, Zellers Regiedebüt sei keine Krankenakte, keine Chronik des Siechtums, sondern ein Kopfthriller: „weniger Iris, mehr Hanekes Liebe in einem Labyrinth mit unentwegten neuen Abzweigungen.“ The Father zeige den Film, der sich im Kopf der Hauptfigur abspielt, in dem jede neue Szene die vorherige negiert und damit in Frage stellt, was wir bisher gesehen haben und was wir gerade sehen. Gesetzt sei nur, dass sich Tochter Anne liebevoll um den Mann kümmert, dem sein unberechenbarer Geisteszustand mehr und mehr zusetzt und mit dem gemeinsam der Zuschauer gerade seinen Verstand verliert, so Schultze. Es gebe nichts, woran man sich festhalten könne, ständig werde einem der Boden unter den Füßen weggezogen, unentwegt müsse man sich neu orientieren und das bereits Abgespeicherte hinterfragen, was den Zuschauer wie auf dem Deck eines schwankenden Schiffs fühlen und den Film wie ein Escher-Gemälde wirken lasse, das sich in sich selbst verschraubt: „Eine brillante Anmutung, wie es sich wohl anfühlen mag, wenn sich die eigene Existenz im Kopf aufzulösen beginnt.“
Die Filmkritikerin Antje Wessels erklärt, The Father sei perfekt auf seinen Hauptdarsteller zugeschnitten, und dieses mit minimalistischen Mitteln inszenierte Kammerspiel stehe und falle mit Anthony Hopkins. Zeller leugne die Bühnenwurzeln des Films nicht, mit dem reduzierten Setting, dem übersichtlichen Cast und den Auf- und Abgängen der Figuren. Er habe die Dialoge jedoch ein Stück weit von ihrer Theaterhaftigkeit befreit, sodass die Kommunikation sämtlicher Figuren einen authentischen Rhythmus besitze. Bisweilen wirke The Father in seinem Suspense-Aufbau und den twistähnlichen Auflösungen diverser unklarer Situation wie ein Genrefilm, und Anne fungiere in einem ohnehin sehr ruhigen Film als zusätzlicher Ruhepol und Anker für Anthony. Die Interaktion zwischen Colman und Hopkins sei, mehr noch als Hopkins’ Performance allein, das Herzstück des Films, so Wessels.
Die weltweiten Einnahmen des Films aus Kinovorführungen belaufen sich auf 22,8 Millionen US-Dollar. Nach seinem Start in den deutschen Kinos konnte sich der Film vier Wochen lang an der Spitze der Arthouse-Charts halten. Hier verzeichnet er 178.422 Besucher.

### Auszeichnungen (Auswahl)
AACTA International Awards 2021

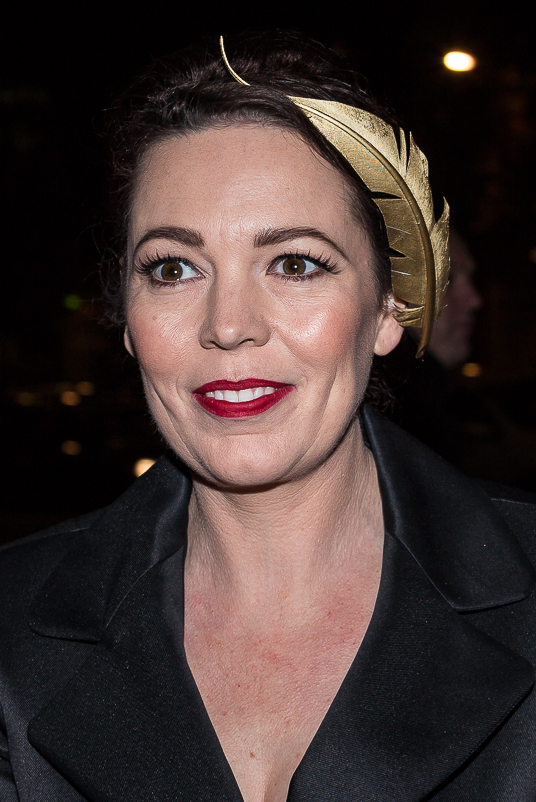
Olivia Colman spielt Anne

- Auszeichnung als Beste Nebendarstellerin (Olivia Colman)
- Nominierung als Bester Film
- Nominierung für das Beste Drehbuch (Christopher Hampton und Florian Zeller)
- Nominierung als Bester Hauptdarsteller (Anthony Hopkins)[26]

Boston Society of Film Critics Awards 2020
- Auszeichnung als Bester Hauptdarsteller (Anthony Hopkins)
- Auszeichnung als Best New Filmmaker (Florian Zeller)[27]

British Academy Film Awards 2021
- Nominierung als Bester Film
- Nominierung als Bester britischer Film
- Auszeichnung für das Beste adaptierte Drehbuch (Christopher Hampton und Florian Zeller)
- Auszeichnung als Bester Hauptdarsteller (Anthony Hopkins)
- Nominierung für den Besten Schnitt (Yorgos Lamprinos)
- Nominierung für das Beste Szenenbild (Peter Francis und Cathy Featherstone)[28][29]

British Independent Film Awards 2020
- Auszeichnung für das Beste Drehbuch (Florian Zeller und Christopher Hampton)
- Auszeichnung als Bester Schauspieler (Anthony Hopkins)
- Auszeichnung für den Besten Filmschnitt (Yorgos Lamprinos)
- Nominierung als Best British Independent Film

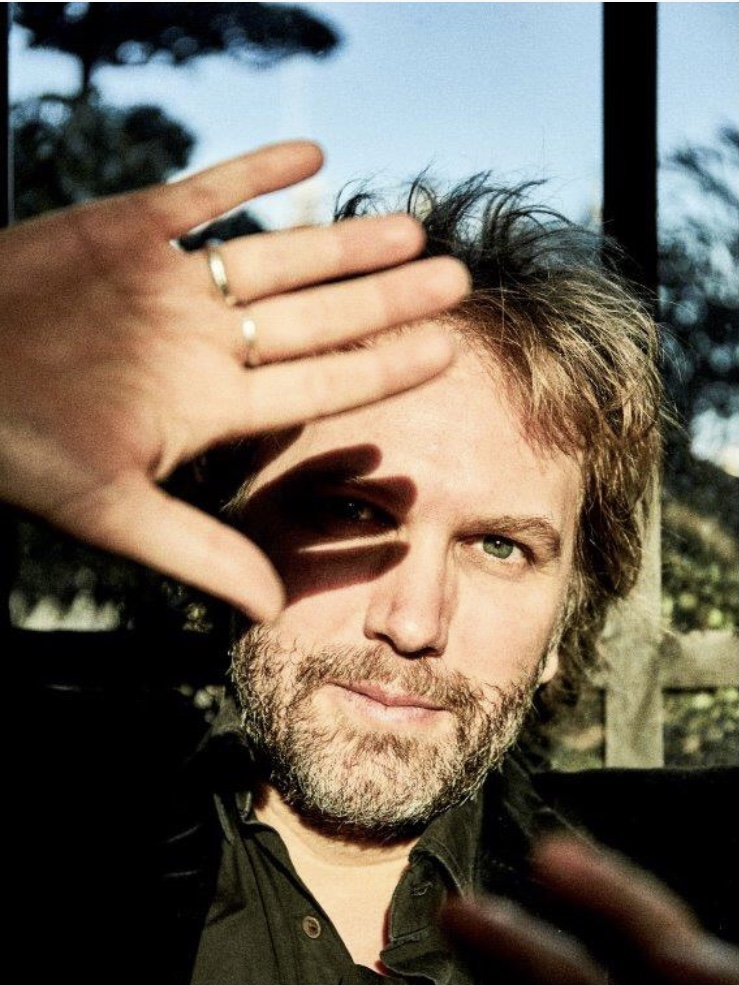
Regisseur Florian Zeller

- Nominierung für die Beste Regie (Florian Zeller)
- Nominierung für das Beste Szenenbild (Peter Francis)[30]

César 2022
- Auszeichnung als Bester ausländischer Film

Chicago Film Critics Association Awards 2020
- Nominierung als Bester Hauptdarsteller (Anthony Hopkins)
- Nominierung für das Beste adaptierte Drehbuch (Florian Zeller und Christopher Hampton)[31]

Critics’ Choice Movie Awards 2021
- Nominierung als Bester Hauptdarsteller (Anthony Hopkins)
- Nominierung als Beste Nebendarstellerin (Olivia Colman)
- Nominierung für das Beste adaptierte Drehbuch (Christopher Hampton und Florian Zeller)
- Nominierung für den Besten Schnitt (Yorgos Lamprinos)

Directors Guild of America Awards 2021
- Nominierung für das Beste Regiedebüt (Florian Zeller)[32]

Europäischer Filmpreis 2021
- Nominierung als Bester Film
- Nominierung für die Beste Regie (Florian Zeller)
- Auszeichnung für das Beste Drehbuch (Florian Zeller und Christopher Hampton)
- Auszeichnung als Bester Darsteller (Anthony Hopkins)

Golden Globe Awards 2021
- Nominierung als Bester Film
- Nominierung für das Beste Filmdrehbuch (Florian Zeller und Christopher Hampton)
- Nominierung als Bester Hauptdarsteller (Anthony Hopkins)
- Nominierung als Beste Nebendarstellerin (Olivia Colman)[33]

Goya 2021
- Auszeichnung als Bester europäischer Film[34]

London Critics’ Circle Film Awards 2021
- Nominierung als Bester britischer Film
- Nominierung als Bester Hauptdarsteller (Anthony Hopkins)
- Nominierung als Bester britischer Darsteller (Anthony Hopkins)[35]

Los Angeles Film Critics Association Awards 2020
- Auszeichnung für den Besten Schnitt (Yorgos Lamprinos)[36]

Online Film Critics Society Awards 2021
- Nominierung als Bester Hauptdarsteller (Anthony Hopkins)[37]

Oscarverleihung 2021
- Nominierung als Bester Film (Philippe Carcassonne, Jean-Louis Livi und David Parfitt)
- Auszeichnung als Bester Hauptdarsteller (Anthony Hopkins)
- Nominierung als Beste Nebendarstellerin (Olivia Colman)
- Auszeichnung für das Beste adaptierte Drehbuch (Christopher Hampton und Florian Zeller)
- Nominierung für den Besten Schnitt (Yorgos Lamprinos)
- Nominierung für das Beste Szenenbild (Peter Francis und Cathy Featherstone)

Palm Springs International Film Festival 2021
- Auszeichnung mit dem „Career Achievement Award“ (Anthony Hopkins)[38]

San Sebastian International Film Festival 2020
- Auszeichnung mit dem Publikumspreis (Florian Zeller)[39]

Satellite Awards 2020
- Auszeichnung für das Beste adaptierte Drehbuch (Florian Zeller und Christopher Hampton)
- Nominierung als Bester Film – Drama
- Nominierung für die Beste Regie (Florian Zeller)
- Nominierung als Bester Hauptdarsteller – Drama (Anthony Hopkins)
- Nominierung als Beste Nebendarstellerin (Olivia Colman)
- Nominierung für den Besten Filmschnitt (Yorgos Lamprinos)

Screen Actors Guild Awards 2021
- Nominierung als Bester Hauptdarsteller (Anthony Hopkins)
- Nominierung als Beste Nebendarstellerin (Olivia Colman)[40]

Telluride Film Festival 2020
- Auszeichnung mit dem Silver Medallion Award (Anthony Hopkins)[9]